# Complexul Karen Demirchyan

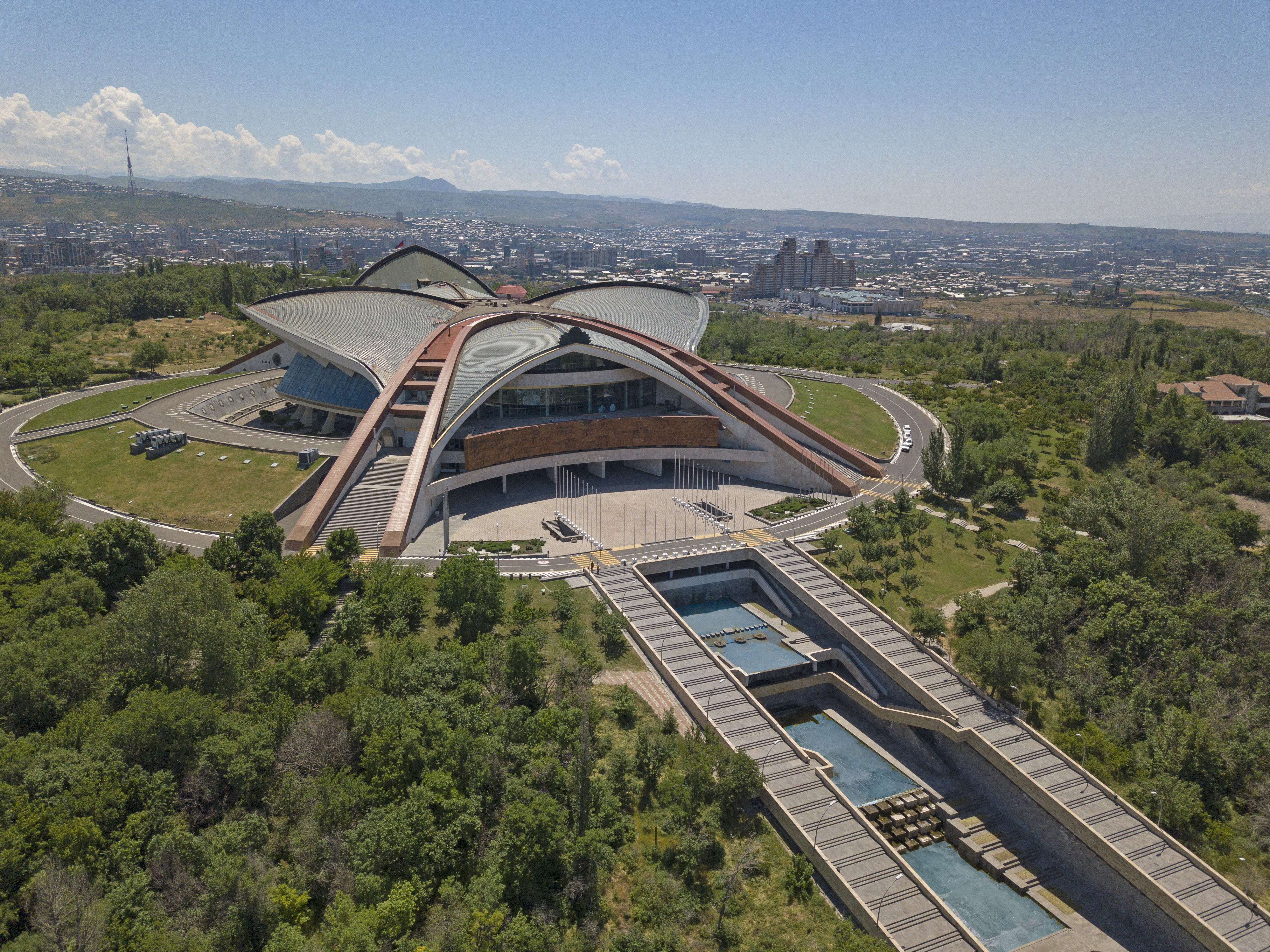

Complexul Karen Demirchyan (armeană: Կարեն Դեմիրճյանի անվան Մարզահամերգային Համալիր) este format din două săli mari, sala de concerte și sala de sport. El este situat în Erevan, capitala Armeniei. Deschis pe 13 octombrie 1983, pe vremea când Armenia era în URSS, complexul a fost renovat din 2005 până în 2008 (redeschis pe 31 octombrie 2008). Proprietarul este BAMO holding, iar arhitecții clădirii sunt A. Tarkhanian, S. Khachikian, G. Poghosian and G. Musheghian. Sala sporturilor are o capacitate de 8000-11000, iar cea a concertelor 1300.

## Evenimente
- 22 martie 2009 - Garou a ținut un concert
- 16 octombrie 2009 - Trupa de rock Uriah Heep a ținut un concert
- 15 august 2010 - Serj Tankian a ținut un concert rock
- 3 decembrie 2011 - s-a desfășurat Concursul Muzical Eurovision Junior 2011, a noua ediție.